# Ayer (Val d’Anniviers)

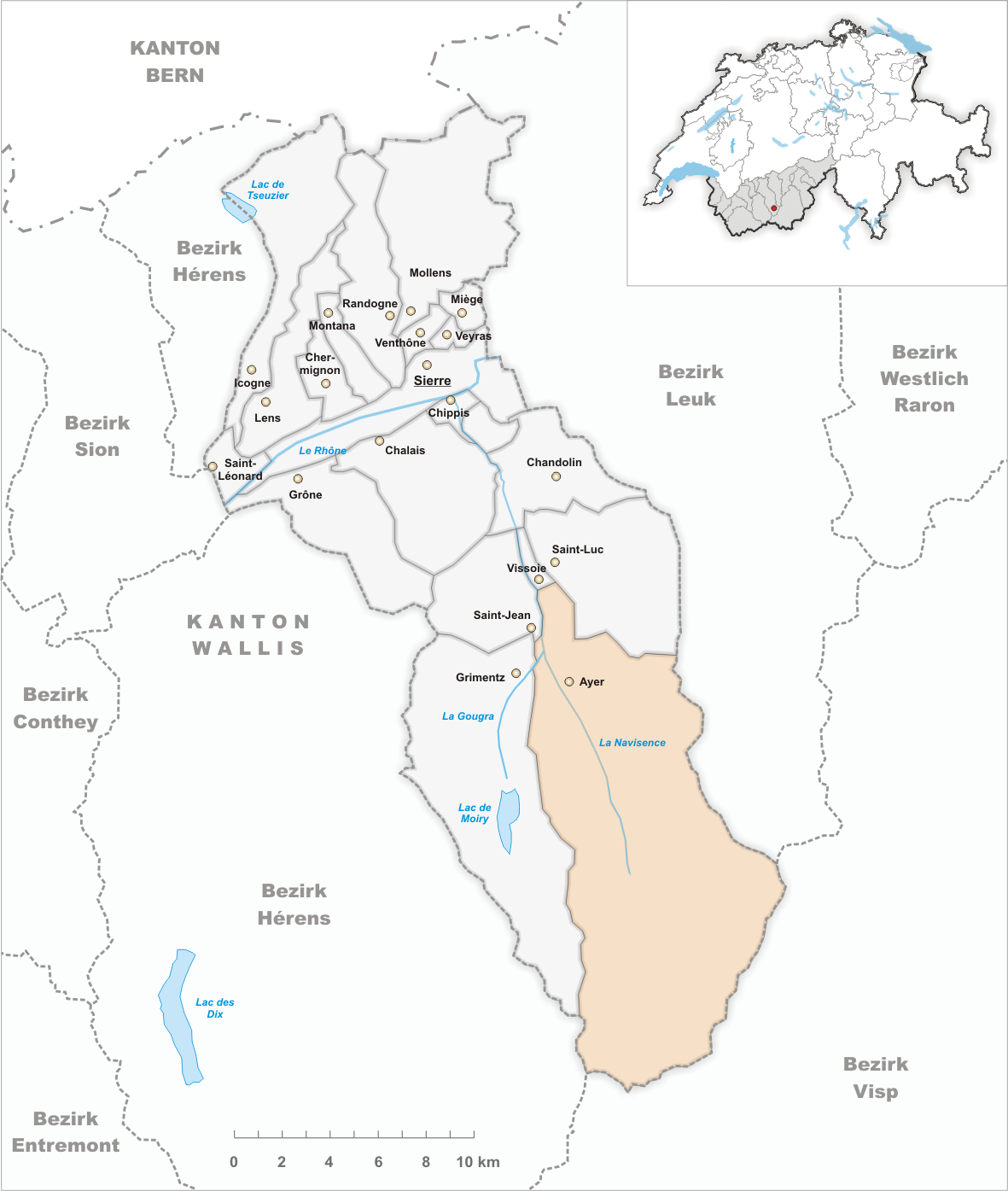
Gemeindestand vor der Fusion am 1. Januar 2009

Ayer ist eine Pfarrgemeinde des Dekanats Siders sowie eine Burgergemeinde mit einem Burgerrat im Bezirk Siders und war bis zum 31. Dezember 2008 eine politische Gemeinde im Val d’Anniviers des Kantons Wallis in der Schweiz.
Am 1. Januar 2009 hat Ayer mit den übrigen fünf Gemeinden des Tals (Chandolin, Grimentz, Saint-Jean, Saint-Luc und Vissoie) zur Gemeinde Anniviers fusioniert.
Zu Ayer gehört das von den Gipfeln Weisshorn, Zinalrothorn, Bishorn, Ober Gabelhorn und Dent Blanche umgebene kleine Bergdorf Zinal.

## Geschichte

Luftbild von Werner Friedli von 1970

Die Gemeinde liegt im Val d’Anniviers und umfasste die Dörfer Ayer (1465 m) und Mission, die Weiler La Comba (1820–24 Teil der Gemeinde Vissoie), Cuimey (auch Quimet), Mottec, Zinal, Einzelhöfe, Maiensässe und Alpen. 1296 erstmals unter Ayer erwähnt. Prähistorische Schalensteine. Ayer ist schon 1327 als ein sogenanntes Viertel des Val d’Anniviers bezeugt. Bis 1798 gehörte es zum Zenden Siders und bildete dann mit Mission und La Comba eine Gemeinde. 1811–21 war es mit Vissoie und Grimentz vereint und 1824–1904 teilte es sich mit Grimentz in den Besitz von Vissoie. Kirchlich gehörte Ayer bis 1930 zur Pfarrei Vissoie. Neben der Pfarrkirche Sainte-Madeleine in Mission stehen mehrere Kapellen auf dem Gebiet der ehemaligen Gemeinde. Zahlreiche Katastrophen wie die Überschwemmung 1834 und der Dorfbrand in Mission 1838 suchten Ayer heim. Von 1836 bis ins frühe 20. Jahrhundert wurden Kupfer, Nickel, Kobalt und Arsen abgebaut. Um 1900 wurden hauptsächlich Getreidebau, Viehhaltung und Käsefabrikation betrieben. Die Strasse Vissoie-Ayer wurde 1912 eröffnet, diejenige von Ayer nach Zinal 1951. Zwischen 1950 und 1960 wurde die Abwanderung durch den Bau des Kraftwerks La Gougra in Mottec, den Staudamm von Moiry und die Entwicklung Zinals zum Kurort gebremst (1856 Herberge, vor 1914 drei Hotels, 1966–2000 Club Méditerranée, seit 1974 Berglauf Siders-Zinal). Der 1. Sektor (1910: 92 %, 1990: 2 %) wurde durch den 3. Sektor abgelöst (zahlreiche Wegpendler) und ist fast vollständig verschwunden.

## Bevölkerung
| Bevölkerungsentwicklung Ayer | Bevölkerungsentwicklung Ayer | Bevölkerungsentwicklung Ayer | Bevölkerungsentwicklung Ayer | Bevölkerungsentwicklung Ayer | Bevölkerungsentwicklung Ayer | Bevölkerungsentwicklung Ayer |
| ---------------------------- | ---------------------------- | ---------------------------- | ---------------------------- | ---------------------------- | ---------------------------- | ---------------------------- |
| Jahr                         | 1850                         | 1888                         | 1900                         | 1960                         | 2000                         | 2007                         |
| Einwohner                    | 700                          | 818                          | 789                          | 408                          | 570                          | 700                          |